# Подхолюзин, Максим
Максим Подхолюзин (эст. Maksim Podholjuzin; 13 ноября 1992, Таллин, Эстония) — эстонский футболист, защитник клуба «Нымме Калью». Сыграл один матч за сборную Эстонии.

## Биография

### Клубная карьера
Воспитанник Таллинской футбольной школы. В 2006 году перешёл в молодёжную команду «Левадии». С 2008 года начал выступать за фарм-клуб «Левадии» в Эсилиге, а 29 сентября 2009 года дебютировал за основную команду в Высшей лиге, отыграв весь матч против «Нымме Калью». В период с 2009 по 2014 год провёл 155 матчей и забил 7 мячей в чемпионате Эстонии. Трижды выиграл чемпионат страны и один раз Кубок. В декабре 2014 года попал в список 26 футболистов, по мнению Эстонского футбольного союза замешанных в букмекерском мошенничестве, за что получил двухлетнюю дисквалификацию. 7 декабря 2015 года наказание смягчили и игроку было разрешено вернуться в большой футбол. 9 февраля 2016 года, после двух месяцев тренировок, подписал с «Левадией» новый контракт.

### Карьера в сборной
С 2008 года выступал за сборную Эстонии в различных возрастных категориях. 5 марта 2014 года дебютировал за основную сборную Эстонии в тoварищеском матче со сборной Гибралтара, заменив на 88-й минуте Энара Яагера.

## Достижения
«Левадия»
- Чемпион Эстонии: 2009, 2013, 2014, 2021
- Обладатель Кубка Эстонии: 2009/10, 2011/12, 2013/14, 2017/18, 2020/21
- Обладатель Суперкубка Эстонии: 2010, 2013, 2018, 2022